# Pointillizmus
A pointillizmus vagy divizionizmus, neoimpresszionizmus az impresszionizmusból kialakult festészeti irányzat.

## Leírása
Elnevezését arról kapta, hogy képviselői az impresszionizmus oldottságát fokozva a képet apró, pontszerű (franciául: point) ecsetvonásokból építették fel. A művészek a korabeli optikai tanokra, elsősorban Michel Eugène Chevreul egyik művére támaszkodva dolgozták ki színelméletüket, amelyben a palettán történő színkeverést az optikai keveréssel váltották fel, amelynél az egymás mellé helyezett színpöttyökből alakul ki a kép (hasonlóan elemi, színes pontokból hozza létre a képet a televízió vagy számítógép képernyője is, melyeknél a különálló pontok az emberi szemben olvadnak össze).

## Története
Fő képviselőik, Georges Seurat és Paul Signac divizionistáknak, neoimpresszionistáknak is nevezték magukat. Seurat 1885-ben 61 vázlat eredményeképp megfestette a pointillizmus egyik fő művét, Vasárnap délután a Grande Jatte szigetén című képét (Chicago, Art Institute), melyen az impresszionisták tudományos színelméletét náluk következetesebben alkalmazta és továbbfejlesztette. A vászonra keveretlenül, tisztán, kis pontokban rakta fel a színeket, amelyek fizikai úton, a szem recehártyáján hívatottak egyesülni és az össz-szín, a tónusérték, a forma és a mélység érzetét felkelteni. A palettán történő keverést tehát az optikai keverés váltotta fel. A pointillizmus sok színskálát dolgozott ki. Az impresszionizmus elsősorban a színek fényteliségét (valőr) kutatta, a pointillizmus a fény és a szín viszonyát optikai törvények szerint elemezte, ezért közelebb áll a posztimpresszionizmushoz. Jelentős képviselői voltak a fent említett Seurat és Signac mellett Théo van Rysselberghe, Henri-Edmond Cross, Camille Pissarro. Hatottak az orosz avantgárd festőkre, például Kazimir Malevics festészetére. Hatásuk tovább élt a fauvizmusban.
A pointillizmus magyarországi képviselője volt a kassai Kővári-Kacsmarek Szilárd (Konstantin) (1882-1916).

## Galéria

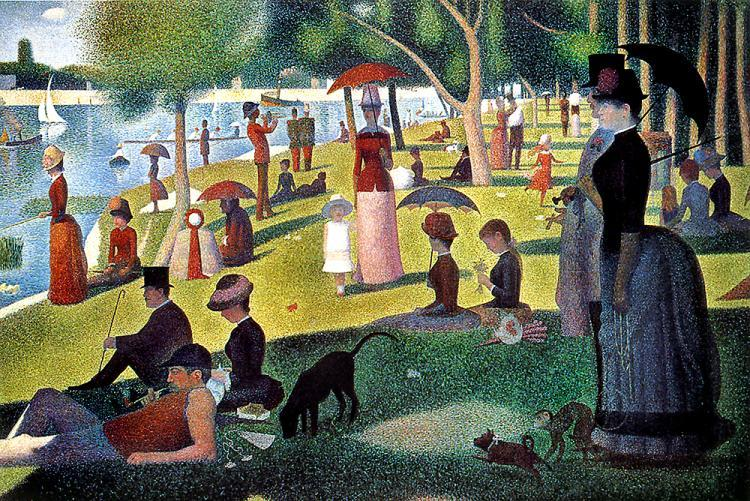
Georges Seurat: Vasárnap délután a Grande Jatte szigetén (1885)
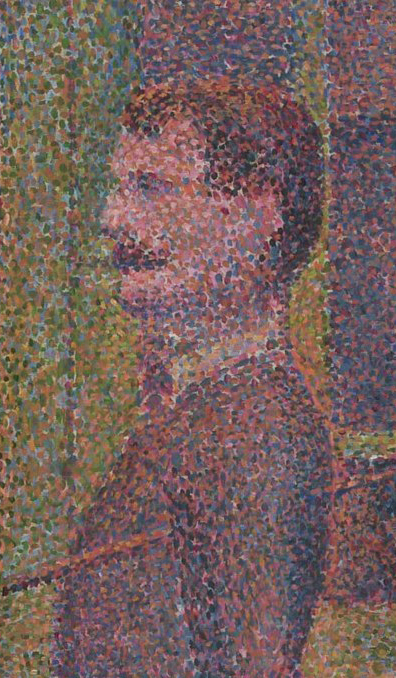
Georges Seurat: La Parade : a pointillizmus részletesen (1889)
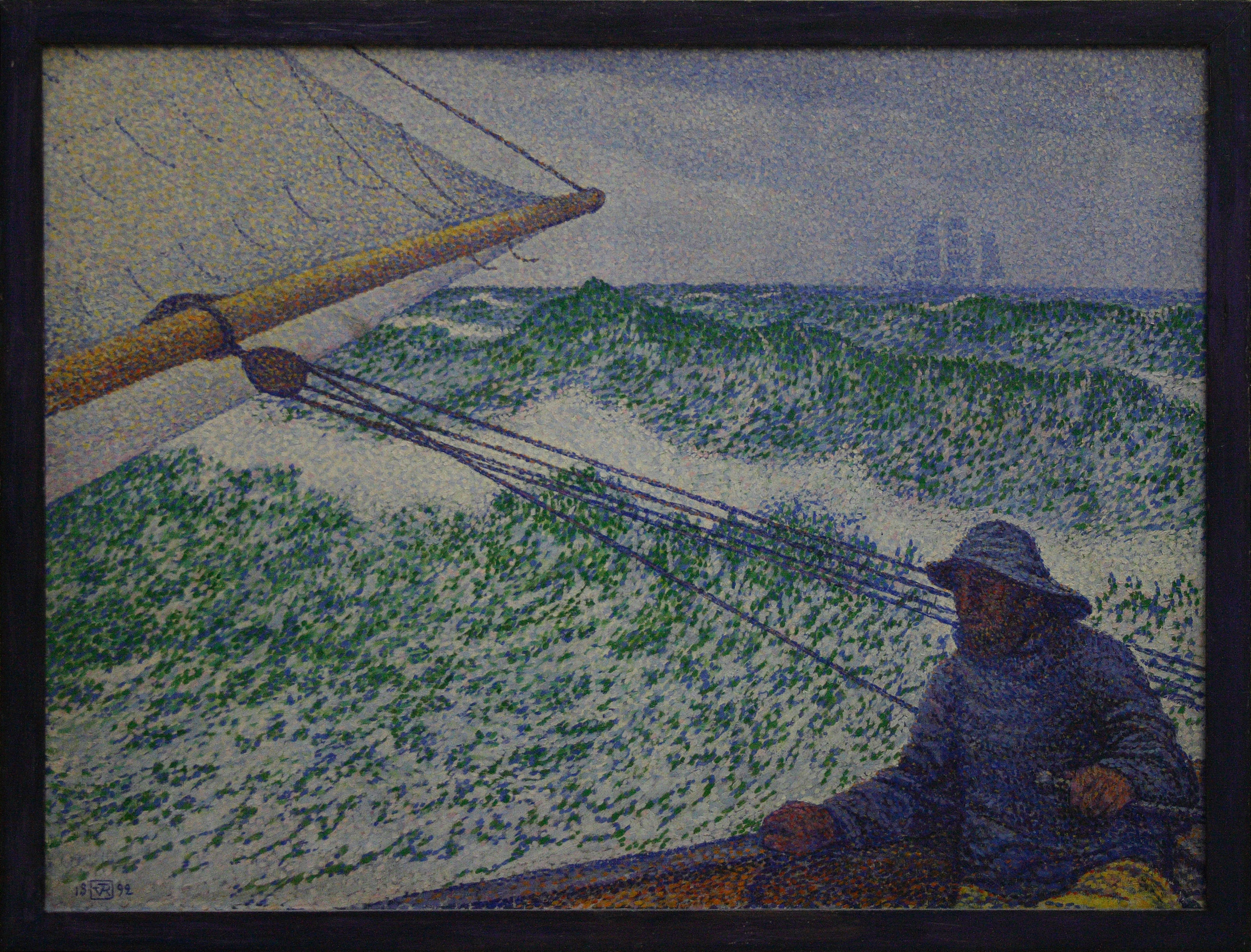
Théo van Rysselberghe: A kormányrúdnál (1892)
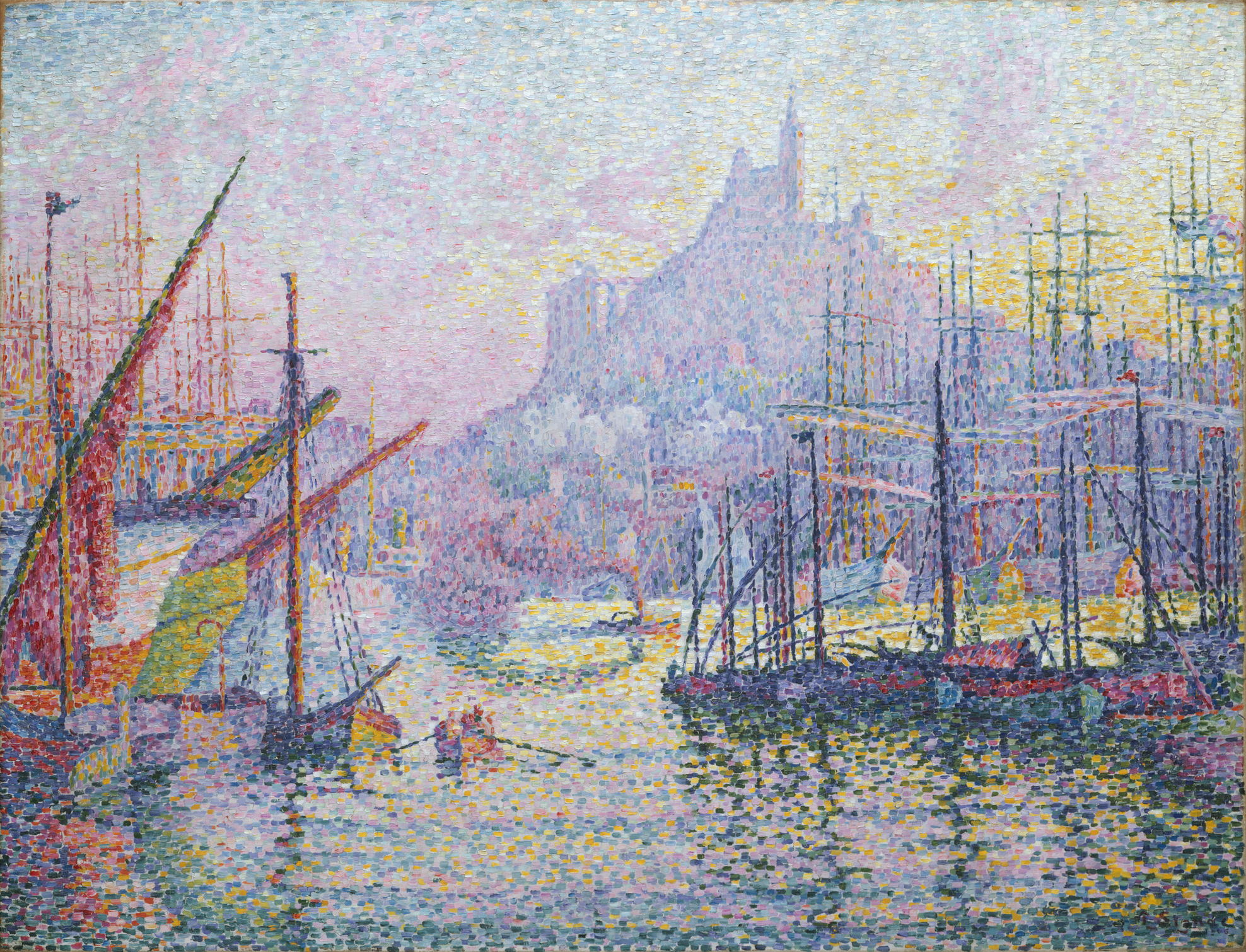
Paul Signac: Marseilles-i kikötő (1906)
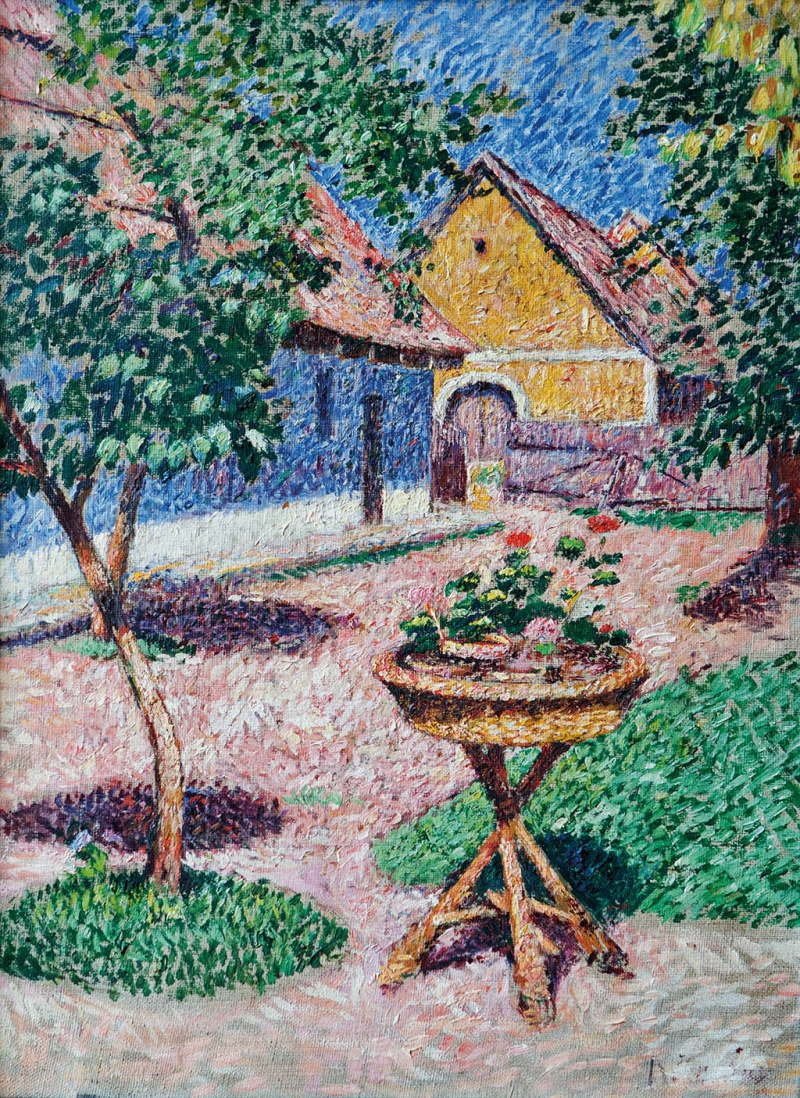
Kővári-Kacsmarek: Nyári reggel